# Phineas and Ferb’s Musical Cliptastic Countdown
Phineas and Ferb's musical cliptastic countdown (conocido en Latinoamérica como El cliptástico Top 10 musical de Phineas y Ferb y en España como Phineas y Ferbnomenales Videos musicales), es un episodio especial de Phineas y Ferb. Consiste en una participación de todos los seguidores del programa alrededor del mundo, como lo dice al inicio del episodio Monograma, en el que tenían que ingresar a la página de Internet de Disney Channel o Disney XD correspondiente a su zona para votar por las 10 mejores canciones que consideraran tenía el programa. La votación estuvo abierta casi 1 mes, ya se ha cerrado.

## Canciones disponibles para votar
| Canción                   | Interprete                                                    | Resultado |
| ------------------------- | ------------------------------------------------------------- | --------- |
| APD, Ardillas por Doquier | interpretado por 2 chicos del parque                          | Gana      |
| Vean a las Bettys         | interpretada por las Bettys                                   | Gana      |
| Gitchee gitchee ki        | Phineas y las Ferbtones                                       | Gana      |
| Son Malos                 | interpretada por Vanessa y Candace                            | Gana      |
| Cadenas                   | Al fin                                                        | No        |
| Phineasdroides y Ferbots  | interpretado por los Phineasdroides y Ferbots                 | No        |
| El Hermano Exquisito      | interpretado por Doofenshmirtz                                | No        |
| No Tengo Ritmo            | interpretado por Phineas y Sherman (baterista de Love Händel) | Gana      |
| Mamá                      | interpretado por Candace                                      | Gana      |
| Hermanitos                | interpretada por Stacey                                       | Gana      |
| Mi Momia Zombie y yo      | interpretado por el elenco local de Phineas y Ferb            | No        |
| La Piloto Genial          | interpretado por el elenco oficial de Phineas y Ferb          | No        |
| Mi Némesis                | interpretado por grupo Green Days                             | No        |
| Llevándonos Fatal         | Desconocido                                                   | No        |
| Perry el Ornitorrinco     | Randy Crewshaw                                                | No        |
| Niños malos               | Candace y coros de las señoras que tejen                      | Gana      |
| Nada hay que hacer        | Jeremy y Candace                                              | No        |
| Camorrista                | Desconocido                                                   | No        |
| De Marte Reina Soy        | Candace                                                       | Gana      |
| Reggae Ferb               | interpretado por Ferb                                         | Gana      |

Además, como era de esperarse Doofenhsmirtz crea un plan malvado que consiste en crear un videoclip Mi Nombre es Doof hipnotizando a la audiencia pero Perry abre el resto del escenario descubriendo a la banda de Phineas Y Los Ferbtones que comienzan a cantar Gitchi gitchi ki deshipnotizando a la gente.

## Canciones ganadoras (España-Estados Unidos)
En Estados Unidos y el mundo, estas son las 10 canciones elegidas de las 20.
| Puesto | Música                                                                                             | Intérprete/s                                  | Capítulo                                     |
| ------ | -------------------------------------------------------------------------------------------------- | --------------------------------------------- | -------------------------------------------- |
| 10     | "Vente con las Bettys / Read for the Bettys"                                                       | Las Bettys, Candace Flynn y Stacy Hirano      | "Ready for the Bettys"                       |
| 09     | "Reina de Marte "                                                                                  | Candace Flynn                                 | "Unfair science fair redux (Another story)"  |
| 08     | "No tengo ritmo / Ain't got Rhythm"                                                                | Sherman y Phineas Flynn                       | "Dude, We're Gettin' The Band Back Together" |
| 07     | "Te quiero, mamá"                                                                                  | Candace                                       | "Mom's birthday"                             |
| 06     | "Chicos malos / E.V.I.L. B.O.Y.S."                                                                 | Candace Flynn                                 | "Jerk De Soleil"                             |
| 05     | "Ardillas en las Mallas / S.I.M.P. (Squirrels In My Pants)" (Versión extendida / Extended edition) | 2 chicos en el parque junto con Candace Flynn | "Comet Kermillian"                           |
| 04     | "Hermanitos / Little brothers"                                                                     | Stacy Hirano                                  | "Phineas and Ferb get busted"                |
| 03     | "Basta / B.U.S.T.E.D." (Versión extendida / Extended edition)                                      | Candace Flynn y Vanessa Doofenshmirtz         | "I scream, you scream"                       |
| 02     | "Playa en el jardín / Backyard beach"                                                              | Ferb Fletcher                                 | "Lawn gnome beach party of terror"           |
| 01     | "Gitchee Gitchee Goo / Gitchi Gitchigó" (Extendida / Extended edition)                             | Phineas, los Ferb-Tones y Candace             | "Flop starz"                                 |

Ardillas por doquier, Son malos(B.U.S.T.E.D. En Estados Unidos), y Gitchi gitchigó(Gitchi gitchi goo en Estados Unidos) son las canciones de la versión original y extendida.

## Canciones ganadoras (Latinoamérica)
En Estados Unidos, los países de Latinoamérica e Hispanoamérica y el mundo, estas son las 10 canciones elegidas de las 20.

Dr. Heinz Doofenshmirtz
"El cliptástico Top 10 musical de Phineas y Ferb"

| Puesto | Canción                                             | Intérprete/s                          | Episodio                                   |
| ------ | --------------------------------------------------- | ------------------------------------- | ------------------------------------------ |
| 10     | "Vean a las Bettys"                                 | Candace, Stacy y las Bettys           | "Vean las Bettys"                          |
| 09     | "De Marte Reina soy"                                | Candace Flynn y los marcianos         | "Feria científica injusta, el regreso"     |
| 08     | "No tengo ritmo"                                    | Sherman y Phineas Flynn               | "Sí, vamos a reunir a la banda"            |
| 07     | "Mamá"                                              | Candace Flynn                         | "Cumpleaños de mamá"                       |
| 06     | "Niños malos"                                       | Candace Flynn                         | "El cirque de Phineas y Ferb"              |
| 05     | "A.P.D. (Ardillas por doquier)" (Versión extendida) | 2 chicos en el parque junto a Candace | "Cometa Kermillian"                        |
| 04     | "Hermanitos"                                        | Stacy Hirano                          | "Al fin"                                   |
| 03     | "Son malos" (Versión extendida)                     | Candace Flynn y Vanessa Doofenshmirtz | "La máquina de helados"                    |
| 02     | "Mi playa es"                                       | Ferb Fletcher                         | "Terror y nomos en una fiesta en la playa" |
| 01     | "Gitchee Gitchee ki" (Versión extendida)            | Phineas y los Ferb-Tones con Candace  | "Super estrellas"                          |

| Puesto | Canción de interrupción | Intérprete              | Episodio                                          |
| ------ | ----------------------- | ----------------------- | ------------------------------------------------- |
| 11     | "Mi nombre es Doof"     | Dr. Heinz Doofenshmirtz | "El cliptástico Top 10 musical de Phineas y Ferb" |

Esta canción interrumpió el programa con la finalidad de que el público de Danville se hipnotizen de la canción 11.
"APD, ardillas por doquier", "Son malos" y "Gitchee, gitchee ki" son las canciones de la versión original y extendida. En la versión Latinoamericana hubo errores de voz que no se solucionó.

## Estreno
| País / Región  | Canal                                    | Fecha                                            |
| -------------- | ---------------------------------------- | ------------------------------------------------ |
| Estados Unidos | Disney Channel y Disney XD               | 12 de octubre de 2009                            |
| Latinoamérica  | Disney Channel Latinoamérica y Disney XD | 4 de diciembre de 2009; 12 de diciembre de 2009. |
| España         | Disney Channel y Disney XD               | 28 de noviembre de 2009; 13 de diciembre de 2009 |

| Precedida por Náufragos | Episodio actual | Sucedido por El viaje cuántico de Phineas y Ferb |

## Curiosidades
- A pesar de no haber una secuela oficial con canciones de la segunda temporada, si se emitió un Cliptástico 2: El Top 10 musical de Phineas y Ferb gracias a Disney Channel Latinoamérica, Disney Channel Brasil y Disney Channel España, pero se quitó del orden de producción, el cual, al parecer, iba a ser el 308.